# 고나브섬
고나브섬(아이티어: Lagonav il 프랑스어: Île de la Gonâve)은 고나브 만에 있는 아이티의 섬이다. 히스파니올라섬에 딸린 작은 섬 가운데 가장 큰 섬이다. 가장 높은 지점은 775m에 이르며, 전반적으로 숲이 우거진 산악지형이다. 주민은 약 8만명이다.